# Verd oliva

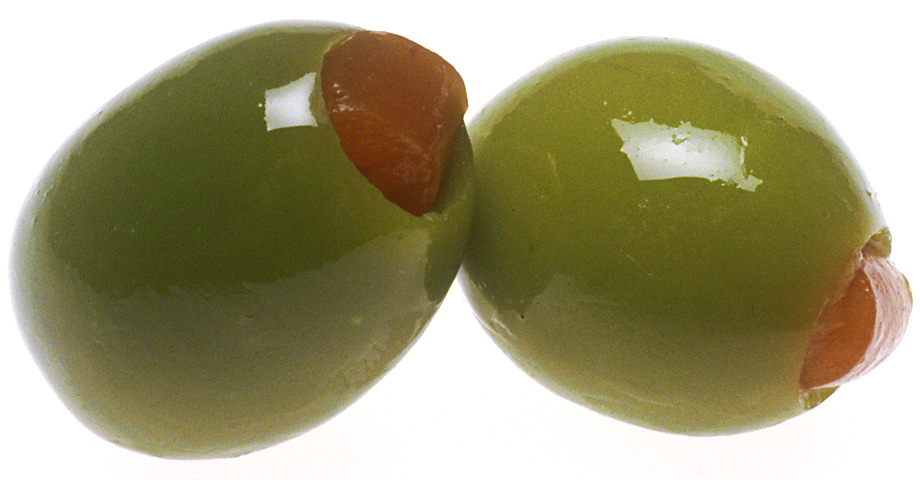
Olives verdes

El verd oliva és una classe de color verd. Es pot obtenir barrejant un color més fosc (com marró) amb verd. El color dels vells uniformes de campanya de l'exèrcit dels Estats Units era el verd oliva. El lloc més comú on es pot trobar el color verd oliva és, naturalment, una oliva.

## Ús militar

### Verds militars del segle XX
Durant la primera meitat del segle XX el color predominant dels uniformes militars era el caqui, de dominància marró. Però fins i tot en aquest període hi hagué exèrcits que optaren per altres colors, i, entre aquests, el verd. Hi destacà el cèlebre verd grisenc (grigio-verde) de l'exèrcit italià (1909-1944), característic i molt diferent del verd oliva. Contemporàniament, el cos de Marines estatunidenc tendí a emprar tonalitats més verdenques que el caqui de l'exèrcit.
Ja durant la Segona Guerra Mundial, exèrcits que normalment vestien de caqui desenvoluparen una variant en algun to de verd per al combat en regions selvàtiques, sobretot al Sud-est Asiàtic; fou el cas, destacadament, del jungle green ('verd jungla') de l'exèrcit britànic (1943), un verd pur i intens, com de vegetació luxuriant, més afí al verd OTAN que no al verd oliva, si bé a base de sol i bugades tendia ràpidament al gris. En aquests mateixos medis, els estatunidencs usaven per a campanya el fresc uniforme de feineig de sarja espigada (herringbone twill), d'un to verdenc suau.
També en climes temperats s'usaren uniformes verdosos, durant aqueixa guerra. En adoptar l'uniforme de campanya m. 1943, l'exèrcit estatunidenc canvià el to de per un de més verdenc que ja no es degradava al caqui, tot i que no era pròpiament verd oliva, encara. Més proper al verd oliva fou l'uniforme de campanya per a estiu (1942-1945) de les tropes nazis, en schilfgrün ('verd canya').

### Sorgiment dels uniformes en verd oliva
El 1951 l'exèrcit dels EUA adoptà el verd oliva (olive green) per als uniformes de campanya i de feineig; el 1954, encara, adoptaria un verd fosc (sota la denominació oficial de green a seques) per a l'uniforme de passeig i gala (amb període transicional conclòs el 1961). El 1951 l'exèrcit britànic introduí el verd oliva (olive green) per a les tropes destacades a Corea (uniforme m. 1950); el 1960 l'uniforme de campanya de tot l'exèrcit britànic passà a ésser en verd oliva (uniforme m. 1960), tot substituint el tradicional battledress caqui m. 1938 (la substitució, progressiva, conclouria el 1963). La iniciativa fou secundada ràpidament pels altres estats de la Commonwealth.

### Auge internacional
A mitjà termini, tot això marcaria un canvi de tendència internacional: entre mitjans dels anys cinquanta i inicis dels seixanta, la majoria d'exèrcits del món arraconà el ja tradicional caqui i adoptà el verd oliva com a color bàsic dels uniformes de campanya i diari (i, sovint, algun altre to de verd per als de passeig i gala).
Com que, en la majoria de casos, l'uniforme caqui era una imitació del battledress britànic --sobretot a Europa--, l'adopció del verd oliva tendí a encavalcar-se amb la substitució de la caçadora per part de la brusa de campanya. Allà on no s'havia fet abans, sovint s'aprofità, també, per a reformar el pantaló multibutxaca tot incloent una gran butxaca de manxa en cadascun dels camals, i no tan sols a l'esquerre com es feia en la tradició del battledress.
Pel que fa a les lligadures, l'auge del verd oliva sembla haver reforçat la tendència a usar gorra en campanya i a arraconar el casquet de caserna a l'ús casernari tradicional, quan no a suprimir-lo (com a França el 1962). Però això no és clar, i depèn molt de cada cas; a la RFA s'esdevingué tot just el contrari, per exemple: en 1962-1963 el casquet de caserna (Schiffchen) passà a ésser lligadura per a tot ús, mentre la gorra Feldmütze (és a dir, de tipus Feldkappe) entrava en un període de residualització (fins als anys vuitanta).
D'aquesta manera, el verd oliva fou el color predominant dels uniformes de campanya (i de diari i feineig) de la majoria d'exèrcits del món (incloent-ne algun del Pacte de Varsòvia, com l'hongarès) a partir dels anys seixanta i fins a la generalització dels uniformes de camuflatge per a tot ús a partir dels anys noranta. En la pràctica, la cronologia pot variar, evidentment: per exemple, l'exèrcit danès passà del caqui al verd oliva, i de la caçadora a la brusa de campanya, el 1961, mentre que l'italià s'hi retardà --extraordinàriament-- fins al 1973 (passeig) i el 1975 (campanya).
L'auge del verd oliva no se circumscrigué pas al primer món. Per exemple, els revolucionaris castristes (barbudos) popularitzaren llur uniforme verd oliva, que esdevindria característic de l'exèrcit cubà entre 1959 i 1976.

### Verd oliva i verd OTAN

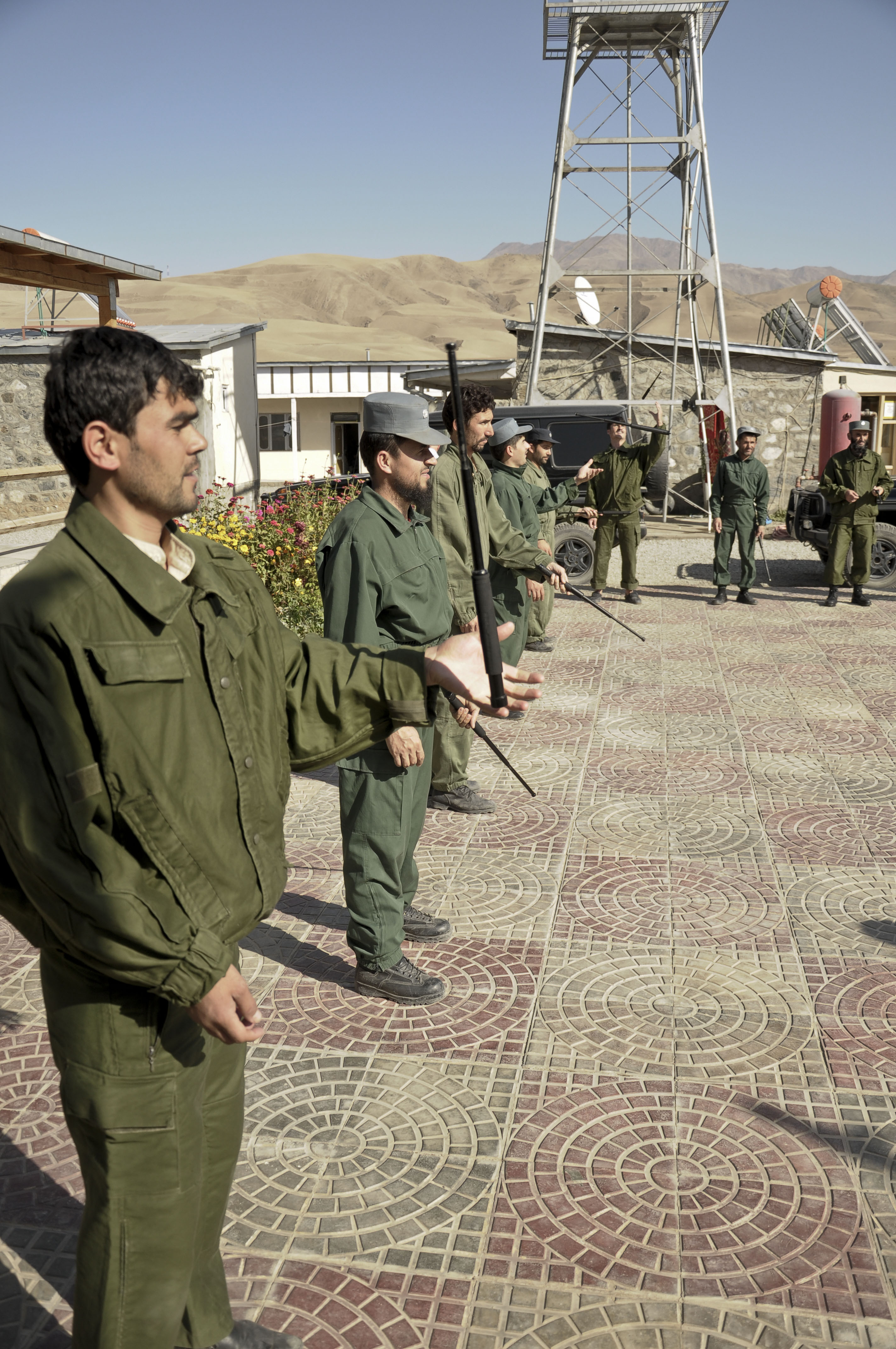
Entrenament de reclutes policials a l'Afganistan (2011). A títol comparatiu, l'uniforme dels descofats es pot definir com a verd oliva; els que duen gorra van uniformats en verd OTAN

En molts casos, el color denominat reglamentàriament verd oliva és en realitat un verd més fosc --i un punt més grisenc-- del que suggereix el terme. És el cas del verd oliva estatunidenc, que ve a ésser allò que a Europa ha acabat denominant-se verd OTAN, pel fet que l'usaven la majoria d'exèrcits membres d'aquesta aliança (amb matisos de to, és clar).
També pot considerar-se que el verd OTAN és un to fosc del verd oliva.

### Una precisió terminològica
Per tal d'evitar malentesos, convé puntualitzar que el terme olive drab dels reglaments uniformològics estatunidencs no defineix pas el verd oliva, sinó allò que a l'exèrcit britànic es denomina khaki, és a dir, el caqui.